# Cobra Command
Cobra Command, anche noto come Thunder Storm (サンダーストーム?), è un videogioco arcade del 1984 sviluppato da Data East. Convertito per MSX, Sharp X1 e Sega Mega CD, è stato distribuito insieme a Sol-Feace o Road Blaster. Del videogioco esiste una versione per iOS.